# Перша османсько-венеційська війна (1463—1479)
Перша османсько-венеційська війна — війна, що велася між Венеційською республікою та її союзниками та Османською імперією з 1463 по 1479 рік. Проведена невдовзі після захоплення османами Константинополя та інших залишків Візантійської імперії, вона призвела до втрати кількох стратегічних венеційських володінь в Греції та Албанії, зокрема островів Негропонте (Евбея), який протягом століть був венеційським протекторатом та Лемнос, а також фортець Аргос на Пелопоннесі та Авлона (Вльора) і Скутарі (Шкодер) на албанському узбережжі Андріатичного моря. Війна також стала поштовхом для швидкого розвитку османського флоту, який зміг кинути венеційцям і лицарям госпітальєрам виклик в боротьбі за панування в Егейському морі. Проте, незабаром після закінчення війни, Венеційській республіці вдалося відшкодувати свої територіальні втрати завоюванням в 1481 році островів Закінфу і Кефалонії у неаполітанців та придбанням в 1489 році Кіпрського королівства хрестоносців у Катерини Корнаро.

## Передумови

Східне Середземномор'я в 1450 році, перед падінням Константинополя. Венеційські володіння позначені зеленим. До початку війни у 1463 році володіння Османської імперії розширилися, включивши залишки Візантії — Костантинополь і Морею (фіолетовий) та більшість менших балканських держав.

Після Четвертого хрестового походу (1203—1204) землі Візантійської імперії були розділені між кількома західними католицькими («латинськими» або «франкськими») державами хрестоносців, що поклало початок періоду, відомому грецькою як Латинократія. Незважаючи на відродження Візантійської імперії під керівництвом династії Палеологів наприкінці XIII століття, багато з цих «латинських» держав дожили до піднесення нової сили, Османської імперії. Головними серед них були володіння Венеційської республіки, яка заснувала розгалужену морську імперію, контролюючи численні прибережні володіння та острови в Адріатичному, Іонічному та Егейському морях. У своєму першому конфлікті з османами Венеція вже втратила після тривалої облоги в 1430 році місто Салоніки, але мирний договір залишив інші венеційські володіння недоторканими.
У 1453 році османи захопили столицю Візантії Константинополь і продовжували розширювати свої території на Балканах, у Малій Азії та Егейському морі. Сербія була завойована в 1459 році, а останні рештки Візантії на материку, Деспотат Морея та Трапезундська імперія були підкорені в 1460—1461 роках. Генуезькі колонії Лесбос і Хіос вже до 1455 року стали османськими данниками, але не дивлячись на це, до 1462 року османський флот захопив Лесбос разом з контрольованими ним островами Лемнос, Тасос, Самофракія, Імброс і Тенедос ці території увійшли до складу Османської імперії. Таким чином, просування османів неминуче становило загрозу володінням Венеції в південній Греції, а після османського завоювання Боснії в 1463 році — також і на узбережжі Адріатичного моря, яке Венеція звикла вважати своєю "внутрішньою" Затокою і зоною своїх стратегічних інтересів.

## Початок війни
За словами грецького історика Міхаеля Крітобула, військові дії почалися через втечу албанського раба османського полководця з Афін до венеційської фортеці Корон (Короні) зі 100 000 срібних акче зі скарбу свого господаря. Втікач прийняв християнство і тому венеційська влада відхилила вимоги османів про його видачу. Використовуючи це як привід, у листопаді 1462 року Тураханоглу Омер- бей, османський полководець у центральній Греції, напав і майже зумів взяти стратегічно важливу венеційську фортецю Лепанто (сучасний Нафпакт). 3 квітня 1463 року намісник Мореї Іса-Бег Ісхакович внаслідок зради заволодів венеційським містом Аргос.
Хоча Венеція, залежна від торгівлі з османами, у минулому не бажала протистояти їм у війні, наполягання папського легата, кардинала Бессаріона, і палка промова видатного члена Ради Ветторе Каппелло змістили шальки терезів, і 28 липня Сенат з мінімальною перевагою проголосував за оголошення війни Порті. Папа Пій II використав цю можливість, щоб сформувати ще один хрестовий похід проти османів: 12 вересня 1463 року Венеція уклала союз з  королем Угорщини Матяшем Корвіном, а 19 жовтня — союз з Папською державою та герцогом БургундськимФіліпом Добрим . Згідно з його умовами, після перемоги Балкани мали бути розділені між союзниками. Морея та західне грецьке узбережжя (Епір) повинні були відійти Венеції, Угорщина отримувала Болгарію, Сербію, Боснію та Волощину, Албанське князівство під керівництвом Скандербега мало поширитись на Македонію, а на решті європейських османських територій, включаючи Константинополь, мала бути відновлена Візантійська імперія під керівництвом вцілілих членів родини Палеологів. Розпочалися також переговори з іншими суперниками османів, такими як Караманіди, Узун Хасан і Кримське ханство.
Новий союз розпочав двосторонній наступ проти османів: венеційська армія під командуванням Алвізе Лоредана висадилася в Мореї, а Матіас Корвін вторгся в Боснію. У той же час Пій II почав збирати армію в Анконі, сподіваючись очолити її особисто.

## Компанії в Мореї, Егейському морі та Боснії (1463—1466)

Півострів Пелопоннес (Морея) в середні віки

На початку серпня венеційці повернули Аргос і зміцнили Коринфський перешийок, відновивши стіну Гексаміліон і оснастивши її багатьма гарматами. Потім вони взяли в облогу фортецю Акрокорінф, яка контролювала північно-західний Пелопоннес. Венеційці неодноразово вступали в зіткнення з захисниками та з силами Омер-бея, поки 20 жовтня не зазнали великої поразки, що призвело до поранення та подальшої смерті маркіза Бертольо д'Есте (сина Таддео д'Есте). Відтак венеційці були змушені зняти облогу і відступити до Гексаміліона та Науплії (Нафпліон). У Боснії Матіас Корвін захопив понад шістдесят укріплених місць і 16 грудня, після 3-місячної облоги зумів взяти її столицю — Яйце.
Османська реакція була швидкою і рішучою: султан Мехмед II відправив проти венеційців у Морею сухопутну армію на чолі зі своїм великим візиром Махмуд-пашою Ангеловичем, а для того, щоб протистояти венеційському флоту, який погрожував увійти до протоки Дарданелли, султан доручив створити нову базу для османського флота, заклавши в затоці Золотий Ріг верф Кадірга Лімані (названу в честь особливого типу галер — «Kadirga»), а також збудувати два форти для охорони цієї бази на вході в протоку Дарданелли — Кілідулбахр і Султаніє.
Морейський похід виявився швидким і переможним для османів. Хоча повідомлення, отримані від Омер-бея, попереджали про силу та вогневу міць венеційських позиції на Гексаміліоні, Махмуд-паша вирішив напасти, сподіваючись застати їх зненацька. Коли османська армія підійшла до перешийка, венеційське військо, деморалізоване і вражене дизентерією, залишило свої позиції і відпливло до Науплії. Османи зруйнували Гексаміліон і вторглись до Мореї. Аргос впав, і кілька фортів та поселень, які визнали венеційську владу, знову повернулися під османську зверхність. Заган-паша був повторно призначений губернатором Мореї, тоді як Омер-бею було надано армію Махмуд-паші і було доручене завдання заволодіти венеційськими володіннями на півдні Пелопоннесу, зосередженими навколо двох венеційських фортець — Корон (Короні) і Модон (Метоні).
Султан Мехмед II, який слідував за Махмуд-пашою з іншою армією, щоб підсилилити авангардне військо, досяг Зейтуніона (Ламія), перш ніж був поінформований про успіх свого візира. Він негайно розвернув свою армію на північ, до Боснії. Проте спроба султана повернути Яйце в липні та серпні 1464 року зазнала невдачі, і османи поспішно відступили перед наближенням армії Корвіна. Нова османська армія під керівництвом Махмуд-паші змусила Корвіна відступити, але Яйце не було знову взято османами ще протягом багатьох років. Однак смерть Папи Пія II 15 серпня в Анконі означала кінець Хрестового походу.
Тим часом для майбутньої кампанії 1464 року, республіка призначила командувачем сухопутної армії в Мореї Сигізмондо Малатесту, правителя Ріміні та одного з найталановитіших італійських генералів. Проте сили, доступні йому разом з найманцями та стратіотами, були обмежені, і під час свого перебування в Мореї він не зміг досягти помітних успіхів. Після прибуття в Морею в середині літа він почав атаку на османські форти і в серпні-жовтні тримав в облозі Містру. Однак йому не вдалося взяти замок, і він був змушений залишити облогу, коли до міста наблизилася допоміжна османська армія на чолі з Омер-беєм. Маломасштабна війна тривала з обох сторін, з атаками та контратаками, але через нестачу живої сили та грошей венеційці залишалися в основному обмеженими своїми укріпленими базами, в той час як армія Омер-бея переміщалась по сільській місцевості. Найманці та стратіоти, які працювали у Венеції, були незадоволені відсутністю плати, тоді як Морея дедалі більше ставала спустошеною, оскільки села були занедбані, а поля залишалися недоглянутими. Нестаток постачанням у Мореї змусила Омер-бея відійти до Афін восени 1465 року. Сам Малатеста, розчарований умовами, з якими він зіткнувся в Мореї, і дедалі більше прагнув повернутися до Італії та зайнятися сімейними справами та триваючою ворожнечею з папством, залишався майже бездіяльним протягом 1465 року, незважаючи на відносну слабкість Османської імперії. гарнізони після виведення Омер-бея з півострова.
В Егейському морі новий венеційський адмірал Орсато Джустініані навесні 1464 року намагався взяти Лесбос і протягом шести тижнів облягав його столицю Мітилену, але прибуття 18 травня османського флоту під керівництвом Махмуд-паші змусило його відступити. Ще одна спроба захопити острів невдовзі також зазнала невдачі і Джустініан помер у Модоні 11 липня. Його наступник Якопо Лоредан провів решту року в безрезультатних демонстраціях сили перед Дарданеллами.
На початку 1465 року Мехмед II надіслав до венеційського сенату мирні пропозиції, який, не довіряючи мотивам султана, відхилив їх. Незабаром після цього венеційці опинилися втягнені в конфлікт з лицарями-госпітальєрами Родосу, які напали на венеційський конвой, що перевозив  мавританських купців з єгипетського Мамлюцького султанату. Ця подія розлютила мамлюків, які ув'язнили всіх венеційських підданих, що жили в Леванті, і погрожували вступом у війну на боці Османської імперії. Венеційський флот під керівництвом Лоредана відплив на Родос з наказом звільнити маврів, при необхідності навіть силою. Проте потенційно катастрофічного конфлікту між двома найпотужнішими християнськими державами Егейського моря вдалося уникнути, і купців було звільнено під венеційську опіку.
До 1465 року маніоти, брати Кладас, Крокоделос і Епіфаній, очолювали венеційські загони стратіотів в боротьбі проти турків у Південному Пелопоннесі. Вони передали Вардунію та їхні землі у венеційське володіння, в яких Епіфаній виконував обов'язки губернатора.
У квітні 1466 року Ветторе Каппелло, найзапекліший прихильник війни, замінив Лоредана на посаді адмірала флота. Під його керівництвом венеційські військові зусилля були активізовані: флот захопив північні острови Егейського моря Імброс, Тасос і Самофракію, а потім відплив у Саронічну затоку. 12 липня Каппелло висадився в Піреї і напав на Афіни, головну регіональну базу Османської імперії. Однак він не зміг взяти Акрополь і був змушений відступити в Патри на Пелопонесі, які облягали венеційці під керівництвом провведитора Мореї Якопо Барбаріго. Перш ніж армія Каппелло встигла прибути до Патр, які, здавалось, перебували на грані падіння, біля міста з'явився Омар-бег на чолі війська з 12 000 кіннотників і розбив значно менший загін венеційців, що облягали місто. З двохтисячного загону 600 венеційців було вбито, 100 потрапило в полон, сам Барбаріго був убитий, а його тіло посаджено на кіл. Каппелло, який прибув через кілька днів, напав на османів, намагаючись помститися за цю катастрофу, але також зазнав важкої поразки. Деморалізований, він повернувся до Негропонте з залишками своєї армії. Там генерал-капітан захворів і помер 13 березня 1467 р.

## Війна в Албанії (1466—1467)

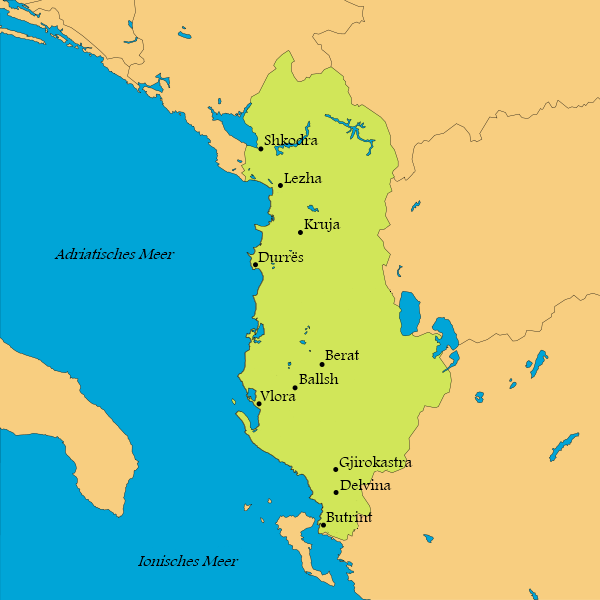
Головні фортеці Албанії в середні віки

Навесні 1466 року султан Мехмед з великою армією виступив проти албанців. Під керівництвом свого лідера Скендербега вони тривалий час чинили опір османам і неодноразово зверталися за допомогою до італійських держав. Для албанців початок Османсько-венеційської війни дав вдалу нагоду відновити свою незалежність; для венеційців вони надали корисне прикриття венеційським прибережним володінням Дураццо (Дуррес) і Скутарі (Шкодер). Знатний чорногорський феодал Іван Црноевич особливо відзначився при оборони Скутарі, за що здобув славу у Венеції. Головним результатом цієї кампанії стало будівництво фортеці Ельбасан, яка, за легендою, була зведена за 25 днів. Ця стратегічно розташована фортеця в низині біля кінця старої Віа Егнатії фактично розрізала Албанію навпіл, ізолюючи базу Скендербега на північному високогір'ї від венеційських володінь на півдні. Однак після відходу султана сам Скандербег провів зиму в Італії, шукаючи допомоги. По поверненню на початку 1467, він зі своєю армією спустився з високогір'я, переміг Балабан-пашу і зняв облогу з фортеці Круя, а також напав на Елбазан але не зміг його захопити.
Мехмед II у відповідь знову виступив проти Албанії. Він енергійно проводив атаки на албанські фортеці, одночасно посилаючи загони для набігу на венеційські володіння, щоб тримати їх в ізоляції. Османам знову не вдалося взяти Крую і вони не змогли підпорядкувати країну. Проте зима принесла спалах чуми, який повторювався щорічно і підривав сили місцевого опору. Сам Скандербег помер від малярії в січні 1468 року у венеційській фортеці Лісс (Лежа) і у Венеції зникла можливість використовувати албанських лордів у власній боротьбі. Албанців залишили напризволяще, і протягом наступного десятиліття вони поступово були підкорені

## Захоплення Негропонте (1470)
Переконавшись, що він усунув головні небезпеки на заході та на сході, у 1470 році Мехмед Фатіх вирішив особисто взяти участь у довготривалій війні з Венецією на Пелопоннесі, яка раніше велась регіональними османськими арміями і воєноначальниками. Він спрямував свою увагу на Негропонтську сеньйорію на острові Евбея, найбільші за розміром венеційські володіння у Греції.
Османський флот з приблизно 300 кораблями на чолі з Махмуд-пашею Ангеловичем вийшов з Дарданелл в Егейське море 3 червня 1470 року. Флот, що складався зі 108 галер,, а також допоміжних і транспортних кораблів 18 червня  прибув на Евбею. Паоло Еріццо, венеційський очільник міста Негропонте (сучасна Халкіда) зверхньо відкинув пропозицію османів про капітуляцію і 25 червня османська артилерія почала активний обстріл фортеці. В той же час 2000 османських вершників були переправлені на острів і почали систематичні напади на його поселення. Венеційці надіслали на допомогу Негропонте флот на чолі з Ніколо Канале з 53 галер і 18 менших кораблів, проте прибувши на місце подій венеційська флотилія не ризикнула атакувати османів і повернулась до Венеції без бою. 12 липня спротив захисників міста було подавлено і османська армія увірвалась до фортеці. Оскільки місто відмовилося здатися і було взято «мечем», згідно традицій того часу османські війська отримали три дні на пограбування міста. Чоловіків-християн було вбито, жінок і дітей поневолювали, а італійських солдатів стратили. Понад 6000 італійців та греків загинули на захисті Негропонте. Задокументовано, що лише 30 вцілілим вдалося повернутися до Венеції з них 15 жінок, 12 дітей і 3 чоловіків.

## Останні кампанії в Албанії (1474—1479)
Після смерті Скандербега деякі контрольовані венеційцями албанські гарнізони північної Албанії продовжували володіти територіями, яких прагнули османи, з них найбільш значущі Жабляк, Дрівасто, Алессіо і Скутарі. У 1474 році Мехмед II послав свої війська, щоб взяти Скутарі, але знову зазнав невдачі. Відтак він особисто очолив облогу Скутарі в 1478-79 роках. Під час цієї облоги османи захопили інші важливі венеційські фортеці в регіоні, зокрема Авлону (Вльору) та Алессіо (Лежу). Венеційці та абланці чинили опір нападам і продовжували утримувати фортецю, поки Венеція не погодилась передати Скутарі Османській імперії за умовами мирного договору, який припинив 16-річну османсько-венеційську війну.

## Завершення війни
Після того, як османи зайняли венеційські володіння на узбережжі Адріатичного моря і взяли в облогу Скутарі (Шкодер), Венеційська республіка погодилась на укладання мирного договору, який було підписано Джованні Даріо 25 січня 1479 року в Константинополі. Константинопольська мирна угода завершила 16-річну війну між Венеційською республікою та Османською імперією і була укладена на наступних умовах:
1. Османська імперія поступалася замками Корфу, Кровілі та замками фанаріотів Теспротія та Сопот. Всі чотири згадані замки були зайняті греками в 1473 зі згоди та за підтримки венеційців.
2. На Адріатичному узбережжі Албанії за венеційцями зберігалися лише Ульцинь і Дураццо і крім захоплених османами Авлони (Вльори), Дрівасто (Дришт)  і Алессіо (Лежа), республіка зобов'язалася також передати османам Скутарі (Шкодер в сучасній Албанії), який на момент підписання мирної угоди ще утримувався венеційсько-албанською залогою, хоча вже багато місяців знаходився в османській облозі.
3. На Пелопоннесі Венеція поступалася своїм багатосотрічним володінням Негропонте (сучасний о.Евбея), містом Аргос та зобовязалась повернути султанові всі замки в Мореї та острів Лемнос, зайняті під час війни.
4. Венеція зобов'язалася виплачувати Османській імперії щорічно 10 000 дукатів для дозволу венеційської торгівлі в Чорному морі.

Договором на території Греції за Венецією зберігались важлива фортеця Лепанто на півночі Коринфської затоки та фортеці Наполі-де-Романья  (Нафпліон), Мальвазія (Монемвасія), Корон (Короні), Модон (Метоні) та Наварино (Пілос) на півострові Пелопонес. Також мала бути призначена Спеціальна комісія, яка повинна була визначити межі цих районів. Переговори (листування) велися з січня 1479 по квітень 1481 грецькою мовою, яка згодом стала офіційною мовою Османської імперії.

## Наслідки
По закінченню Першої османсько-венеційської війни, Османська імперія стала провідною морською силою в північній частині Егейського моря і заволоділа усіма головними островами цього регіону, а також отримала вихід до албанського узбережжя Адріатичного моря і закріпилась там. Крім Евбеї та Лемносу, захоплених під час війни у венеційців, незадовго до війни або її протягом османи також захопили генуезькі володіння в Егейському морі на Лесбосі разом із островами Тасос, Самофракія, Імброс і Тенедос. На Адріатичному узбережжі Албанії до рук османів перейшли стратегічні порти Валона (Вльора), Алессіо (Лежа) та Скутарі (Шкодер), а також Дріваст.
Укладання мирної угоди з венеційцями і забезпечення їх нейтралітету в можливих конфліктах, розв'язало руки Мехмеду II в його захватницьких планах в Егейському та Адріатичних морях. Влітку 1479 року османський флот з 29 кораблів на чолі з Гедик Ахмед-пашею захопив і анексував Пфальцграфство Кафалонії і Закінтфу в Іонічному морі з островами Лефкада, Кефалонія, Закінф та Ітака. В наступному, 1480 році, Мехмед II розпочав облогу лицарів-госпітальєрів на о. Родос, а після її невдачі, плануючи невдовзі повернутись і завершити захоплення острова, перекинув війська в південну Італію, де захопив Отранто і прилеглі території в Апулії.
Цій активній османській завойовницькій політиці було покладено несподіваний край лише у зв'язку із невчасною смертю Мехмеда II в 1481 році і внутрішньою боротьбою між його синами Баязідом і Джемом за султанський трон, що розпочалась відразу після його смерті. Під час боротьби за трон і аж до самої смерті Джема в християнському полоні в 1495 році, Османська імперія здійснювала дуже обережну і мирну політику на кордонах з західноєвропейськими країнами. Зосередженість османів на питаннях успадкування трону, дозволило європейцям відновити деякі свої втрати. Відразу після смерті Мухамеда II в 1481 році, колишній володар Пфальцграфства Кефалонії і Закінфу Леонардо III Токко здійснив спробу повернути своє володіння і за підтримки найманців з Неаполітанского королівства успішно захопив острови Кефалонія і Закінф. Проте Венеційці не бажали, щоб обидва береги на виході з Адріатичного моря, яке вони вважали своїм «внутрішнім озером» потрапили до рук неаполітанців. Тому венеційський губернатор Модону в 1482 році відібрав у Леонардо з його каталонцями Закінф, а в наступному році й Кефалонію. Не бажаючи псувати відносини з Османською імперією, по договору 1484 року венеційці повернули Кефалонію під владу османів, при цьому було узгоджено, що острів Закінф залишиться у володінні венеційців. Захоплення Закінфу стало першим кроком по поступовому отриманню венеційцями влади над усіма островами Іонічного архіпелагу